# Persone di cognome Cruz
| Questa pagina contiene informazioni ricavate automaticamente dalle voci biografiche con l'ausilio del template Bio e di un bot. L'aggiornamento è periodico e automatico e ricostruisce completamente la pagina. Se manca una persona in questa lista, sei pregato di non aggiungerla, ma accertati piuttosto che la sua voce biografica contenga il template Bio e che i dati anagrafici siano correttamente compilati. Se il template Bio manca, inseriscilo tu stesso o, in alternativa, metti l'avviso {{tmp\|Bio}} che ne segnala la mancanza. Se i dati riportati sono sbagliati, correggi direttamente la voce biografica; le modifiche saranno visibili in questa lista entro pochi giorni. Per chiarimenti vedi il progetto biografie. La lista contiene solo le 43 persone che sono citate nell'enciclopedia e per le quali è stato implementato correttamente il template Bio. Pagina aggiornata al 3 nov 2022. |

Questa è una lista di persone presenti nell'enciclopedia che hanno il cognome Cruz, suddivise per attività principale.

## Allenatori di calcio(1)
- Danny Cruz, allenatore di calcio e ex calciatore statunitense (Petersburg, n.1990)

## Arcivescovi cattolici(2)
- Oscar Valero Cruz, arcivescovo cattolico filippino (Balanga, n.1934 - San Juan, † 2020)
- Washington Cruz, arcivescovo cattolico brasiliano (Itabuna, n.1946)

## Artisti marziali misti(1)
- Dominick Cruz, artista marziale misto statunitense (San Diego, n.1985)

## Astronomi(1)
- Alex Cruz, astronomo statunitense

## Attivisti(1)
- Norma Cruz, attivista guatemalteca

## Attori(8)
- Alexis Cruz, attore statunitense (Bronx, n.1974)
- Brandon Cruz, attore e cantante statunitense (Bakersfield, n.1962)
- Ernesto Gómez Cruz, attore messicano (Veracruz, n.1933)
- Jackie Cruz, attrice, cantante e ex modella dominicana (Queens, n.1986)
- Mara Cruz, attrice spagnola (Madrid, n.1941)
- Sacheen Littlefeather, attrice e attivista statunitense (Salinas, n.1946 - Novato, † 2022)
- Raymond Cruz, attore statunitense (Los Angeles, n.1961)
- Valerie Cruz, attrice statunitense (Elizabeth, n.1976)

## Attori pornografici(3)
- Annie Cruz, attrice pornografica statunitense (Stockton, n.1984)
- Renae Cruz, attrice pornografica statunitense (New York, n.1987)
- Steve Cruz, attore pornografico, regista e produttore cinematografico statunitense (San Francisco, n.1972)

## Calciatori(8)
- Fernando Cruz, ex calciatore portoghese (Lisbona, n.1940)
- Francisco Javier Cruz, ex calciatore messicano (Cedral, n.1966)
- Jorge Cruz, ex calciatore colombiano (Tuluá, n.1966)
- Juan Manuel Cruz, calciatore argentino (Buenos Aires, n.1999)
- Julio Cruz, ex calciatore argentino (Santiago del Estero, n.1974)
- Luis Cruz, calciatore uruguaiano (Montevideo, n.1925 - † 1998)
- Osvaldo Héctor Cruz, ex calciatore argentino (Avellaneda, n.1931)
- Shirley Cruz, calciatrice costaricana (San José, n.1985)

## Cantanti(3)
- Jason Cruz, cantante statunitense (South Gate (California), n.1974)
- Simon Cruz, cantante svedese (n.1979)
- Taio Cruz, cantante britannico (Londra, n.1980)

## Cestisti(2)
- Gerónimo Cruz, ex cestista filippino (Guagua, n.1937)
- Ramón Cruz, ex cestista filippino (San Miguel, n.1956)

## Ciclisti su strada(1)
- Antonio Cruz, ex ciclista su strada statunitense (Long Beach, n.1971)

## Drammaturghi(1)
- Nilo Cruz, drammaturgo cubano (Matanzas, n.1960)

## Giocatori di baseball(1)
- Oneil Cruz, giocatore di baseball dominicano (Nizao, n.1998)

## Giocatori di football americano(1)
- Victor Cruz, ex giocatore di football americano statunitense (Paterson, n.1986)

## Igienisti(1)
- Oswaldo Cruz, igienista e filantropo brasiliano (São Luís do Paraitinga, n.1872 - Petrópolis, † 1917)

## Medici(1)
- Walter Cruz, medico e scacchista brasiliano (Petropolis, n.1910 - Rio de Janeiro, † 1967)

## Politici(1)
- Ted Cruz, politico e avvocato statunitense (Calgary, n.1970)

## Pugili(1)
- Orlando Cruz, pugile portoricano (Yabucoa, n.1981)

## Rapper(1)
- AZ, rapper statunitense (New York, n.1972)

## Scrittori(3)
- Afonso Cruz, scrittore, animatore e musicista portoghese (Figueira da Foz, n.1971)
- Angie Cruz, scrittrice statunitense (Washington Heights, n.1972)
- Melissa de la Cruz, scrittrice filippina (n.1971)

## Senza attività specificata(1)
- Serena Cruz,  italiana (Manila, n.1986)